# 衛右渠
衛右渠（：／ Wi Ugeo；？—前108年），是衛滿朝鮮的第三代國王。他是第一代王衛滿的孫子。
前109年，衛右渠與西漢發生衝突，致使漢武帝派兵侵略朝鮮。翌年，衛右渠被屬下暗殺，隨後衛氏朝鮮為西漢所滅，設置漢四郡。
《史记》只记载了他的名字——右渠，未记载其姓氏，在《汉书》中才提及他姓卫。

## 生平
元封二年（前109年），因衛滿朝鮮大量接納漢朝的流亡者，且衛右渠自繼位以來不曾向漢朝朝貢，漢武帝遣涉何為使者，令右渠納貢。右渠拒不納貢，並遣裨王長送涉何歸國。在渡過界河浿水時，涉何刺殺長，回報漢武帝說「殺朝鮮將」。漢武帝十分高興，拜涉何為遼東東部都尉。這引起右渠王的極大不滿，立即發兵攻殺涉何。
漢武帝認為這是挑釁行為，同年秋季招募罪犯攻打朝鮮。樓船將軍楊僕從齊地至渤海攻擊；兵五萬人，左將軍荀彘出遼東，攻打衛氏朝鮮。楊僕率齊兵七千人先至王險城，右渠見漢軍兵少，於是出城攻擊，漢軍戰敗，退往山中。同時左將軍荀彘與朝鮮浿水西軍作戰也未能取勝。
漢武帝見作戰不利，派衛山前往見右渠王。右渠王准备派太子入朝。衛山與荀彘懷疑是奸計，令前往汉朝途中的卫太子繳械；於是太子不渡浿水，直接回國了。衛山回到漢朝，武帝大怒，誅殺了他。
這時候荀彘已攻破浿水上軍，包圍王險城西北；楊僕居於城南。右渠堅守城池，數月未能下。荀彘與楊僕發生衝突，朝鮮大臣偷偷使人私約降楊僕，楊僕猶豫不決，雙方拖延戰事。荀彘也使人約降，朝鮮不肯。漢武帝派濟南太守公孫遂前往探明拖延戰事的原因。公孫遂與荀彘合謀拘捕楊僕，兼併其軍。漢武帝知道后随即誅殺公孫遂，将军权交予荀彘统一指挥。
荀彘再次攻打王險城，朝鮮相路人、相韓陶、將軍王唊投降漢朝。元封三年（前108年）夏，尼谿相參使人殺朝鮮王右渠來降。王險城未攻下，右渠的大臣成巳又反，攻打漢軍。荀彘派右渠的兒子長降、相路人的兒子最告諭其民，誅殺成巳。衛氏朝鮮滅亡，漢朝以其地設置乐浪郡等。

## 延伸阅读
[在维基数据编辑]
 《史記/卷115》，出自司馬遷《史記》